# Erixon Danso
Erixon Danso (Ámsterdam, Países Bajos; 22 de julio de 1989) es un futbolista neerlandés. Desde 2013 juega en el FC Dordrecht en posición de delantero.

## Trayectoria
Sus padres y toda su familia son provenientes de Ghana, con lo cual obtiene la doble nacionalidad.
Desde su infancia comenzó a jugar a fútbol y durante su adolescencia entró en el Football Club Ámsterdam (FC Amsterdam) hasta que en los años 2000 inició su carrera futbolística en el Amsterdamsche Football Club. En 2005 entró en el Almere City Football Club, y a partir de 2006 estuvo durante dos temporadas en el Ajax Ámsterdam. Al comienzo de la temporada 2008 y 2009 perteneció al Football Club Utrecht, donde hizo su debut profesionalmente en el fútbol durante un partido celebrado el 19 de abril de 2009, cuando lograron una victoria de 2-1 contra el SC Heerenveen. En 2012 se trasladó a España tras entrar en el Valencia Club de Fútbol Mestalla, donde estuvo un año y en 2013 regresó a Países Bajos y fichó por el FC Dordrecht en el que permanece actualmente.

## Clubes
| Club                             | País         | Año       |
| -------------------------------- | ------------ | --------- |
| Amsterdamsche FC                 | Países Bajos | 2003-2005 |
| Almere City Football Club        | Países Bajos | 2005-2006 |
| Amsterdamsche Football Club Ajax | Países Bajos | 2006-2008 |
| Football Club Utrecht            | Países Bajos | 2008-2009 |
| Valencia Club de Fútbol Mestalla | España       | 2012-2013 |
| FC Dordrecht                     | Países Bajos | 2013-2014 |
| FC Dordrecht                     | Países Bajos | 2014      |
| Al-Safa' SC                      | Líbano       | 2015      |
| FC Emmen                         | Países Bajos | 2015-2016 |
| FC Stal Kamianske                | Ucrania      | 2016-     |